# آزاده بکایی
آزاده بکایی دادگر (زاده ۱۵ مرداد ۱۳۵۹) وکیل، روزنامه‌نگار، سردبیر و فعال حقوق زنان اهل ایران است.

## اوایل زندگی
آزاده بکایی دادگر معروف به آزاده بکایی، وکیل، نویسنده، روزنامه‌نگار، سردبیر و فعال حقوق زنان است. وی در ۱۵ مرداد ۱۳۵۹ در اراک به دنیا آمد. او یک دختر دارد.

## حرفه
وی نویسندگی را از ۱۹ سالگی با روزنامه لاله سرخ اراک آغاز کرد و سپس سردبیر روزنامه عطر یاس شد.

## دستگیری‌ها
وی در سال ۱۳۹۶ پس از انتخابات ایران بازداشت شد. رادیو دویچلند و سازمان حقوق بشر ایران نیز به این بازداشت واکنش نشان دادند. در سال ۲۰۱۸، در جریان اعتراضات ژانویه، او دوباره در خانه مادرش دستگیر شد. همچنین برای دومین بار در یک سال توسط سازمان اطلاعات مرکزی. آزاده بوکای در مجموع بیش از ۳ بار توسط نیروهای انتظامی، قضایی و اطلاعاتی ایران دستگیر شده‌است

## جوایز
وی در سال‌های ۱۳۹۴ و ۱۳۹۵ در روز خبرنگار در ایران به عنوان فعال‌ترین و با سابقه‌ترین خبرنگار زن استان مرکزی معرفی شد.